# Août 1968

## Évènements
- La République socialiste de Roumanie dénonce l'intervention des forces du pacte de Varsovie en République socialiste tchécoslovaque.
- Le Parti communiste d'Espagne prend ses distances avec l'Union soviétique.
- Nouveau Mécanisme économique (NEM) en République populaire de Hongrie, prônant la décentralisation du pouvoir économique et plus d'initiatives accordées aux responsables des usines. La rentabilité plutôt que les quotas de production devient le critère d'efficacité d'une usine. Au bout de cinq ans, le NEM apparaît comme un succès bien que l'on ait enregistré une légère baisse du taux de croissance industrielle. La réforme s'enlise à partir de 1972.

- 2 août, France : un tiers des postes de journalistes est supprimé à l’ORTF, 102 journalistes de radio et télévision sont licenciés.
- 3 - 10 aout : le 53e congrès mondial d’espéranto a lieu à Madrid.
- 4 août (Formule 1) : Grand Prix automobile d'Allemagne.
- 5 août, France : Inauguration du port de Fos.
- 7 août :
  - France : manifestations des agriculteurs dans le Vaucluse.
  - Portugal : Salazar est frappé d'une hémorragie cérébrale qui le laisse hémiplégique.
- 11 août : le dernier train officiel au Royaume-Uni d'être tiré par un locomotive à vapeur fait son voyage.
- 20 - 21 août : écrasement du « Printemps de Prague » et débuts de la Normalisation en Tchécoslovaquie.
  - Les dirigeants soviétiques s'inquiètent du Printemps de Prague (en particulier de la fin de la censure et de l'annonce de relations économiques plus étroites avec l'Ouest). La pression s'exerce de différentes manières, mais lorsque tous les moyens pacifiques se révèlent infructueux, près de 600 000 soldats du pacte de Varsovie (à l'exception des Roumains) envahissent la Tchécoslovaquie la nuit du 20 août. Une résistance passive s'organise et a un certain effet, mais les forces soviétiques gagnent peu à peu la partie. Alexander Dubček est limogé en avril 1969.
- 21 août : Fidel Castro approuve l'intervention des troupes du pacte de Varsovie en Tchécoslovaquie.
- 22 - 30 août : affrontements à Chicago entre des étudiants et les forces de l'ordre lors de la Convention du Parti démocrate. Les étudiants américains s'insurgent contre la guerre du Viêt Nam et remettent en cause le modèle de vie américain (American way of life).
- 24 août, France : premier essai (Canopus) d'une bombe à hydrogène (H).
- 24 août (inauguration) / 26 août (début) - 8 septembre : Deuxième Conférence générale de l'épiscopat latino-américain et caribéen, organisée par le Conseil épiscopal latino-américain (CELAM), à Medellín en Colombie, qui affirme l'engagement de l'Église catholique auprès du peuple (théologie de la libération).
- 28 août : les dirigeants tchécoslovaques adjurent leurs compatriotes de ne pas résister.
- 29 août : discours du candidat démocrate Hubert Humphrey à la présidence des États-Unis[1].
- 31 août : un tremblement de terre de magnitude 7,4 fait 10 488 victimes au Khorassan en Iran.

## Naissances
- 4 août : Daniel Dae Kim, acteur coréen.
- 5 août :
  - Marine Le Pen, femme politique française.
  - Colin McRae, champion du monde des pilotes de rallye en 1995 († 15 septembre 2007).
- 8 août : Jean-Marie Lukulasi Massamba, homme politique congolais.
- 9 août : Gillian Anderson, actrice américaine.
- 14 août : Jamila Ksiksi, femme politique tunisienne († 19 décembre 2022).
- 17 août : Helen McCrory, actrice britannique († 16 avril 2021).
- 27 août : Alessandra Cappellotto, coureuse cycliste italienne, championne du monde sur route en 1997.

## Décès
- 7 août : Louis Süe, architecte, décorateur et peintre français (° 14 juillet 1875).
- 14 août : Augusto Alvaro da Silva, cardinal brésilien (° 8 avril 1876).